# Lissonota granulata
Lissonota granulata är en stekelart som beskrevs av Dali Chandra 1976. Lissonota granulata ingår i släktet Lissonota och familjen brokparasitsteklar. Inga underarter finns listade i Catalogue of Life.